# Carlo Zucchi (kiến trúc sư)
Carlo Zucchi (tháng 2 năm 1789, tại Reggio Emilia – 9 tháng 9 năm 1849) là một kiến trúc sư người Ý.
Ông là cháu trai của một vị tướng Ý cùng tên. Ông từng học tập ở Paris.

## Công trình tiêu biểu
- Lăng mộ của Manuel Dorrego, Nghĩa trang La Recoleta
- Mặt tiền của Nhà thờ chính tòa Santa Fe, Argentina
- Mặt tiền của Nhà thờ chính tòa Buenos Aires
- Thiết kế Plaza Independencia, Montevideo, năm 1836
- Nghĩa trang Trung tâm Montevideo
- Teatro Solís, Montevideo
- Hospital Maciel (một phần)
- Nhà thờ ở Coronda, tỉnh Santa Fe